# Chevrolet Cup 2000
Chevrolet Cup 2000 — тенісний турнір, що проходив на ґрунтових кортах у місті Сантьяго, Чилі з 28 лютого . Належав до категорії ATP International Series, був турніром серії Chile Open 2000 року.

## Фінальна частина

### Одиночний розряд
Густаво Куертен —  Маріано Пуерта 7–6(7–3), 6–3

### Парний розряд
Густаво Куертен /  Антоніо Пріето —  Лен Бейл /  Піт Норвал 6–2, 6–4